# Елинвуд (Канзас)
Елинвуд (енгл. Ellinwood) град је у америчкој савезној држави Канзас.

## Демографија
По попису из 2010. године број становника је 2.131, што је 33 (-1,5%) становника мање него 2000. године.
| Група             | 2000.         | 2010.         |
| Белци             | 2.073 (95,8%) | 2.020 (94,8%) |
| Афроамериканци    | 5 (0,2%)      | 6 (0,3%)      |
| Азијати           | 1 (0,0%)      | 1 (0,0%)      |
| Хиспаноамериканци | 40 (1,8%)     | 62 (2,9%)     |
| Укупно            | 2.164         | 2.131         |